# Platyoides pirie
Platyoides pirie là một loài nhện trong họ Trochanteriidae. Loài này phân bố ở Nam Phi.